# راشيل كلايتون
راشيل كلايتون (ولدت في 18 أكتوبر 1992) هي لاعبة ألعاب قوى جامايكية متخصصة في سباق 400 متر حواجز. فازت بالميدالية البرونزية في حدث 400 متر حواجز في بطولة العالم لألعاب القوى 2019، والميدالية البرونزية في حدث 400 متر حواجز في بطولة العالم لألعاب القوى 2023، محققة أفضل رقم شخصي لها وهو 52.81 ثانية، في عام 2024 أصبحت أول امرأة جامايكية تكسر حاجز 53 ثانية في سباق 400 متر حواجز منذ عام 2011.

## مسيرتها الرياضية
في عام 2014، شاركت كلايتون في بطولة أمريكا الشمالية والوسطى والكاريبي لألعاب القوى تحت 23 عامًا 2014 في كاملوپس، حيث فازت بالميداليات البرونزية في سباق التتابع 4 × 100 متر وسباق 400 متر حواجز.
حققت إنجازًا كبيرًا في عام 2019، بفوزها بسباق 400 متر حواجز في بطولة جامايكا مسجلةً أفضل زمن شخصي لها وهو 54.73 ثانية. كما فازت بالميدالية البرونزية في نفس المسافة في دورة الألعاب الأمريكية 2019. وفي بطولة العالم لألعاب القوى 2019 في الدوحة، حققت كلايتون ميدالية برونزية مسجلةً أفضل زمن شخصي لها وهو 53.74 ثانية، وهي أول مرة تكسر فيها حاجز 54 ثانية.
لم تتمكن من المنافسة في معظم موسم 2021 بسبب إصابة في الساق. لكنها عادت في موسم 2022، وحصلت على المركز السادس في بطولة العالم 2022. كما احتلت كلايتون المركز الرابع في دورة ألعاب الكومنولث في ذلك العام. حققت أفضل رقم شخصي لها للفوز بأول دوري ماسي لها في موناكو، مسجلة 53.33 ثانية. أنهت موسمها بتسجيل رقم قياسي في اللقاء بلغ 53.89 ثانية في نصب هانزيكوفيتش التذكاري.
احتل كلايتون المركز الثالث في بطولة جامايكا الوطنية في عام 2023، لتتأهل لبطولة العالم. في البطولة، فازت بالميدالية البرونزية بزمن شخصي قدره 52.81 ثانية. في 2 سبتمبر، فازت في دوري شيامن الماسي متصدرة الجامايكية 1-2-3 مع مواطنتيها أندرينيت نايت وجانيف راسل.
في 13 أبريل 2024، حققت كلايتون زمنًا شخصيًا جديدًا قدره 51.81 ثانية على مسافة 400 متر في توم جونز التذكاري في جينزفيل. سجلت أفضل رقم شخصي جديد في سباق 400 متر حواجز بالفوز ببطولة جامايكا 2024، بزمن قدره 52.51 ثانية. في دورة الألعاب الأولمبية الصيفية 2024 في باريس، احتل كلايتون المركز الخامس بزمن قدره 52.68 ثانية.
في 22 أكتوبر 2024، وقّع كلايتون مع جراند سلام تراك ليكون متسابقة ضمن موسم 2025.